# Бобр (дрон)
ВГ-26 "Бобр" (укр. Бобер) — украинский беспилотный авиационный комплекс с барражирующими боеприпасами производства концерна «Укроборонпром» по технологии представленными НАТО.
Предназначенный для поражения стационарных объектов противника. Относится к классу баражирующих боеприпасов («дронов-камикадзе»), разрабатывался с учётом требований асимметричной войны, активного противодействия со стороны ПВО и РЭБ, а также необходимости глубокого поражения инфраструктуры противника за пределами линии фронта.

## История
Дрон был заказан украинской военной разведкой. Первое подтверждение его применения пришло 3 мая 2023 года во время атаки на Москву. Вероятно, он также использовался при более поздних нападениях на столицу России 30 мая и 24 июля того же года. 30 июля дроны «Бобр» приняли участие в атаке на московский бизнес-центр IQ-квартал. 26 августа 2024 в последствии подавления российскими системами РЭБ "Бобры" атаковали 37-этажный жилой дом VolgaSky в Саратове, а также жилой дом по ул. Пушкина в Энгельсе. 
В июле 2023 года украинский благотворительный фонд им. Сергея Притулы заказал на 200 миллионов гривен (около 5,4 млн долларов США) 50 дронов данной системы.

## Описание
«Бобр» — это украинский эквивалент иранского беспилотника «Шахед-136», который обычно использовался российской стороной во время вторжения в Украину. Он построен по аэродинамике утки, что позволяет ему легче менять высоту и лучше маневрировать в воздухе и, как следствие, увеличивает его шансы на выживание в условиях действия ПВО противника. Дрон приводится в движение турбовинтовым двигателем внутреннего сгорания в задней части фюзеляжа.
«Бобр» — аппарат длиной 2,5 метра и размахом крыльев 3,5 метра, дальность полёта — 1000 километров, максимальное время полёта — 7 часов. Дрон способен нести до 75 килограммов вооружения, включая, например, проникающую боевую часть КЗ-6. 
ВГ-26 «Бобр» выполнен по аэродинамической схеме с прямым крылом, оснащён поршневым двигателем с толкающим винтом, обеспечивающим сравнительно низкий уровень шума. Конструкция выполнена преимущественно из композитных и пластиковых материалов, что делает аппарат лёгким, дешёвым в производстве и труднообнаружимым на радиолокационных станциях.
- Тип: ударный БПЛА, баражирующий боеприпас
- Двигатель: поршневой (бензиновый или инжекторный)
- Скорость полёта: ~150–200 км/ч
- Дальность действия: до 1000 км
- Максимальная боевая нагрузка: до 75 кг
- Навигация: инерциальная + GPS
- Режим работы: автономный полёт по заданному маршруту

Производится малыми и средними сериями в кооперации нескольких украинских предприятий в рамках платформы Brave1 и при координации с Министерством обороны Украины. Благодаря простой конструкции может собираться в полевых условиях, включая передвижные сборочные цеха. Производство модульное — возможно оснащение различными боевыми частями и системами управления в зависимости от задачи.

#### ВГ-27 «Бобр-N»
На базе ВГ-26 разрабатывается усовершенствованная модификация — ВГ-27 «Бобр-N», ориентированная на расширение боевых возможностей и преодоление современных систем ПВО.
Главным отличием «Бобра-N» является реактивный двигатель, обеспечивающий значительно более высокую скорость — до 600–700 км/ч, что делает аппарат крайне сложной целью для перехвата. Также увеличена масса боевой части до 100 кг, что позволяет использовать его против укреплённых объектов и инфраструктуры повышенной важности.
Дальность полёта модификации возросла до 1500 км, благодаря чему «Бобр-N» может поражать цели в глубоком тылу противника. По неофициальным данным, дрон также оборудован модулем устойчивости к РЭБ, а в перспективе — оптической системой наведения с элементами искусственного интеллекта.

Разработка ведётся в условиях высокой секретности. Первые сообщения о возможных тестовых пусках ВГ-27 начали появляться в открытых источниках в начале 2025 года. Официальных комментариев со стороны оборонного ведомства на данный момент нет.